# Ернст Удет
Ернст Удет (нім. Ernst Udet; нар. 26 квітня 1896, Франкфурт-на-Майні — пом. 17 листопада 1941, Берлін) — німецький воєначальник часів Третього Рейху, генерал-полковник Люфтваффе (1940). Кавалер Pour le Mérite (1918) та Лицарського хреста Залізного хреста (1940).
Другий найрезультативніший німецький ас Першої світової війни з 62 перемогами після свого командира Манфреда фон Ріхтгофена.

## Біографія
Виріс в Мюнхені. Перед Першою світовою війною служив в армії кур'єром-самокатником 26-ї дивізії. Демобілізувався 20 жовтня 1914 року і почав  брати приватні уроки повітряних польотів. Знову вступив до армії 15 червня 1915 року і був зарахований до 9-го запасного льотного дивізіону у Франції як спостерігач-коригувальник. 29 листопада 1915 року призначений льотчиком-винищувачем у 68-й польовий льотний дивізіону у Фландрії. 18.3.1916 збив перший літак. У квітні 1917 року на його рахунку було 5 літаків і він отримав звання «аса». З 5 серпня 1917 року — командир 37-ї винищувальної ескадрильї. 18 лютого 1918 року він збив свій 20-й літак і 24 березня 1918 року став командиром 11-ї ескадрильї 1-ї винищувальної ескадри, на чолі якого стояв легендарний льотчик барон Манфред фон Ріхтгофен. З 22 травня 1918 командир 4-ї ескадрильї ескадри. Після загибелі Ріхтгофена і гауптмана Вільгельма Райнгарта, який замінив його, Удет був першою кандидатурою на посаду командира ескадри, але призначений був Герман Герінг. Удет зблизився з Герінгом, і вони стали друзями. До кінця війни Удет, що мав 62 перемоги, став найрезультативнішим асом серед вцілілих льотчиків. 10 січня 1919 року демобілізований.
Після війни працював автомеханіком у Мюнхені, служив на авіарейсах Мюнхен-Відень. В 1922/34 керував своєю конструкторською фірмою. В 1925 році переїхав до Буенос-Айресу. Як пілота літав по всьому світу; знявся у кількох фільмах у Голлівуді. Після приїзду до Німеччини Герінг умовив Удета вступити в люфтваффе. 10 лютого 1936 року Герінг призначив свого друга інспектором винищувальної та бомбардувальної авіації. 9 червня 1936 року очолив Технічне управління Імперського міністерства авіації. Удет абсолютно не відповідав займаній посаді, не мав досвіду і не вмів підбирати собі співробітників.
4 лютого 1938 року призначений генерал-люфтцойгмайстером, а 1 лютого 1939 року також став начальником бойового постачання та, одночасно, генерал-інспектором винищувальної авіації. Приділяв службі вкрай мало уваги, проводячи свій час переважно в оргіях і пияцтві. Пристрастився до вживання наркотиків. Усі питання вирішувалися начальником штабу Уудета, генерал-майором Августом-Альбертом Плохом, чи головним інженером генералштабсінженером Ролуфом Лухтом. Фактично Удет розвалив виробництво літаків, ставлячи перед авіаційною промисловістю явно незадовільні вимоги щодо тактико-технічних характеристик машин. В жовтні 1940 року, намагаючись відновити свою репутацію, наказав запустити у виробництво «Hе.177» — пікіруючий далекий бомбардувальник. Одночасно було знято з виробництва Не.111. Hе.177 виявився цілком незадовільним, проект провалився, завдавши авіапромисловості величезні збитки. Та ж невдача спіткала і проект Віллі Мессершмітта з Ме.210.
Люфтваффе стали втрачати перевагу перед авіацією супротивника, перш за все англійською. У цьому звинувачували Удета, який був повністю деморалізований та перебував на межі нервового зриву. Крім того, проти нього почав інтригувати Ергард Мільх, який намагався підім'яти під себе все виробництво літаків. Втрати люфтваффе зростали, а Удет впав у глибоку депресію. Зрештою Удет застрелився. З пропагандистських міркувань було повідомлено, що він загинув під час випробування нового літака. На похороні Герінг заявив: «Він повністю розвалив нашу програму розвитку люфтваффе. Якби він був живий, я б сказав йому, що він відповідальний за великі втрати, які ми зазнаємо».

## Нагороди
- Посвідчення пілота Аероклубу Мюнхена (9 січня 1909)
- Нагрудний знак Аероклубу Німеччини

### Перша світова війна
- Залізний хрест
  - 2-го класу (24 вересня 1915)
  - 1-го класу (20 березня 1916)
- Нагрудний знак військового пілота (Пруссія)
- Почесний кубок для переможця у повітряному бою
- Хрест Вільгельма (Вюртемберг) з мечами (4 листопада 1916)
- Лицарський хрест королівського ордена дому Гогенцоллернів з мечами (13 листопада 1917)
- Pour le Mérite (9 квітня 1918)
- Ганзейський Хрест
  - Любек (24 серпня 1918)
  - Гамбург (17 вересня 1918)
- Нагрудний знак «За поранення» в сріблі
- Пам'ятний знак пілота (Пруссія)

### Міжвоєнний період
- Почесний хрест ветерана війни з мечами
- Медаль «За вислугу років у Вермахті» 4-го класу (4 роки)

### Друга світова війна
- Застібка до Залізного хреста 2-го і 1-го класу
- Комбінований Знак Пілот-Спостерігач в золоті з діамантами
- Великий офіцер ордена «За військові заслуги» (Болгарія) з мечами
- Лицарський хрест Залізного хреста (4 липня 1940)

## Галерея

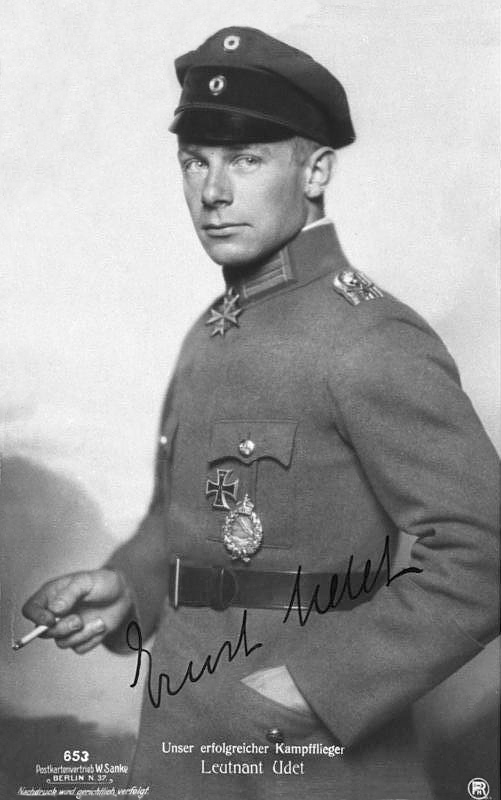
Ернст Удет під час Першої світової війни.

Військова кар'єра
- 21 вересня 1915 — єфрейтор резерву
- 28 листопада 1915 — унтер-офіцер резерву
- 13 березня 1916 — віце-фельдфебель резерву
- 22 січня 1917 — лейтенант резерву
- 14 вересня 1918 — обер-лейтенант резерву

- 1 червня 1934 — оберст-лейтенант
- 1 червня 1935 — оберст
- 1 квітня 1937 — генерал-майор
- 1 листопада 1938 — генерал-лейтенант
- 1 квітня 1940 — генерал авіації
- 19 липня 1940 — генерал-полковник

## Мемуари
- Удет, Эрнст. Жизнь лётчика = Udet E. Ace of the Iron Cross / Пер. Е.М. Ковалёв. — М. : Военная литература, 2003. — 195 с. (рос.)

## Відео
- 1930's Ernst Udet [Архівовано 4 жовтня 2016 у Wayback Machine.]
- Ernst Udet's amazing landing [Архівовано 17 листопада 2013 у Wayback Machine.]
- Ernst Udet part 1 of 2 [Архівовано 8 жовтня 2016 у Wayback Machine.]
- Ernst Udet part 2 of 2